# Euophrys declivis
Euophrys declivis es una especie de araña saltarina del género Euophrys, familia Salticidae. Fue descrita científicamente por Karsch en 1879.
Habita en Sri Lanka.